# Titu
Titu (rumænsk udtale: [ˈtitu ]) er en by i distriktet Dâmbovița , Muntenien, Rumænien, med et indbyggertal på  9.291 (2021).

## Lokalitet
Byen i ligger i den sydlige del af distriktet, i midten af den rumænske slette. Den ligger i en afstand af 39,5 km fra distriktsbyen, Târgoviște,52 km fra Bukarest og 73,5 km fra 
Pitești. Titu er omgivet af kommunerne: Produlești og Braniștea mod nord, Odobești og Potlogi mod syd, Conțești og Lungulețu mod øst, og Costeștii din Vale mod vest.